# Bắc Phi

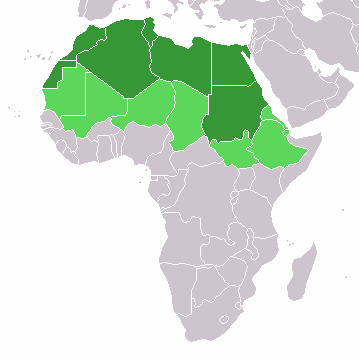
Khu vực Bắc Phi

Bắc Phi là khu vực cực Bắc của lục địa châu Phi, ngăn cách với khu vực châu Phi hạ Sahara bởi sa mạc Sahara. Về mặt địa lý, định nghĩa của Liên Hợp Quốc về Bắc Phi bao gồm 7 quốc gia: Tunisia, Algérie, Ai Cập, Libya, Maroc, Sudan, Tây Sahara. Trong khi đó, Liên minh Châu Phi xác định Mauritanie thuộc Bắc Phi còn Sudan thì không.
Những vùng đất thuộc chủ quyền Tây Ban Nha (plazas de soberanía) nằm ở phía nam Địa Trung Hải và được bao bọc bởi Maroc trên đất liền. Quần đảo Canary thuộc Tây Ban Nha và quần đảo Madeira thuộc Bồ Đào Nha nằm ở phía bắc Đại Tây Dương và tây bắc của lục địa châu Phi đôi khi cũng được tính là thuộc vùng này. Về mặt địa lý, Mauritanie và Açores đôi khi cũng được tính là thuộc Bắc Phi.
Khu vực Maghreb bao gồm Tây Sahara, Maroc, Algérie và Libya. Bắc Phi thường được tính trong những định nghĩa phổ thông là cũng thuộc Trung Đông, vì 2 vùng Bắc Phi và Trung Đông tạo nên thế giới Ả Rập. Ngoài ra, bán đảo Sinai thuộc Ai Cập nằm ở châu Á, khiến Ai Cập trở thành 1 quốc gia liên châu lục. Khu vực tranh chấp Tây Sahara hiện thuộc quyền kiểm soát về hành chính của Maroc; nhưng tổ chức ly khai Polisario Front cũng tuyên bố chủ quyền ở khu vực này và đấu tranh để tách vùng Tây Sahara khỏi Maroc.

## Địa hình
Dãy núi Atlas, kéo dài từ Maroc sang bắc Algérie và Tunisia, là một phần của hệ thống núi chạy dọc theo khu vực Nam Âu. Các đỉnh núi hạ dần độ cao ở phía nam và phía đông, trở thành vùng bình nguyên trước khi gặp sa mạc Sahara, che phủ hơn 90% diện tích khu vực. Cát của sa mạc Sahara phủ lên 1 bình nguyên đá hoa cương cổ có tuổi đời hơn 4 tỷ năm

## Con người

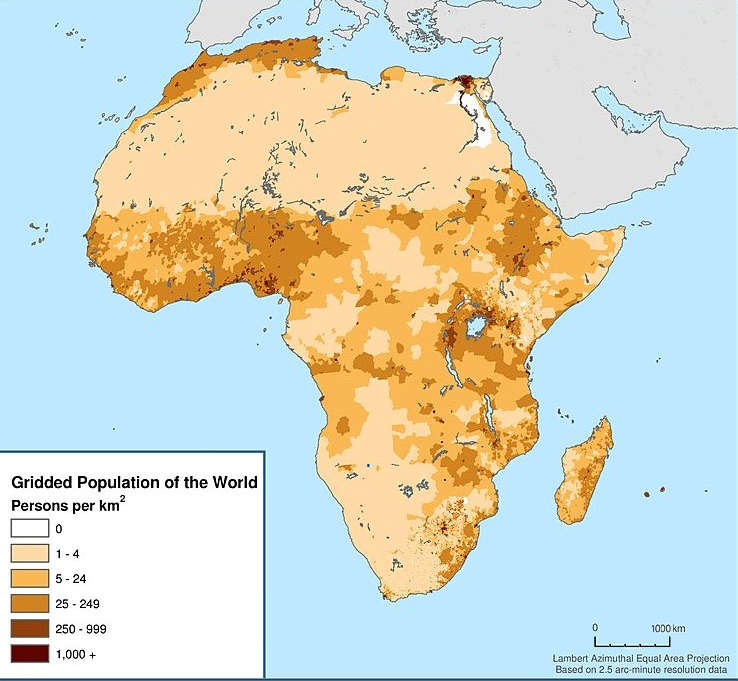
Mật độ dân số châu Phi (2000)

Cư dân sống ở Bắc Phi thường được chia theo các khu vực  lý: vùng Maghreb, vùng thung lũng sông Nile và vùng Sahara. Toàn bộ vùng tây bắc Phi được cho là do người Berber sinh sống kể từ khi có sử thành văn, trong khi vùng đông của Bắc Phi là nơi sinh sống của người Ai Cập, người Abyssin (hay người Ethiopia) và người Nubia (tổ tiên của người Sudan). Sau khi bị người Ả Rập Tôn giáo chinh phục vào thế kỷ VII, vùng này trải qua một quá trình Ả Rập hóa và Hồi giáo hóa có ảnh hưởng lớn đến nền văn hóa của vùng.

## Văn hóa
Cư dân ở vùng Maghreb và Sahara nói nhiều thổ ngữ thuộc tiếng Berber và tiếng Ả Rập khác nhau, và gần như toàn bộ theo Hồi giáo. Nhóm ngôn ngữ Berber và nhóm ngôn ngữ Ả Rập có quan hệ xa với nhau, đều là những thành viên của hệ ngôn ngữ Á Âu. Các thổ ngữ ở Sahara ít thay đổi hơn so với những thành phố ven bờ biển. Sau nhiều năm, người Berber chịu ảnh hưởng bởi các nền văn hóa khác mà họ có liên hệ: Nubia, Hy Lạp, Phoenicia, Ai Cập, Ethiopia, La Mã, Vanda, Ả Rập và sau này là châu Âu.
Nền văn hóa của vùng Maghreb và Sahara do đó là sự kết hợp giữa văn hóa Berber bản xứ, văn hóa Ả Rập và những yếu tố của các nền văn hóa châu Âu, châu Á và châu Phi lân cận. Ở Sahara, sự khác biệt giữa những cư dân sống ở ốc đảo và dân du mục Bédoin và Tuareg là một trong những điểm nhấn quan trọng của văn hóa vùng.
Những chủng người phức tạp ở Sahara thường được phân chia theo chủng tộc và ngôn ngữ. Ở vùng Maghreb, nơi người Ả Rập và người Berber sống trộn lẫn với nhau, sự phân chia này có thể không được rõ ràng. Một số người Bắc Phi nói tiếng Berber có thể được xác định là người Ả rập tùy thuộc vào hoàn cảnh xã hội và chính trị, mặc dù một số lớn người Berber vẫn giữ nguyên những nét văn hóa điển hình của họ trong thế kỷ XX.
Những người sống ở vùng tây bắc châu Phi nói tiếng Ả Rập, dù có nguồn gốc thế nào, thường gắn với văn hóa Ả Rập và chia sẻ cái nhìn chung với thế giới Ả Rập. Tuy nhiên, điều này vẫn không ngăn họ giữ nguyên lòng tự hào với phần nguyên gốc Berber trong di sản của mình. Trong khi đó, những nhà hoạt động văn hóa và chính trị của Berber, vẫn xem những người sống ở tây bắc châu Phi về nguyên tắc là người Berber, dù cho họ nói tiếng Berber hay tiếng Ả Rập.
Thung lũng sông Nile ở phía bắc Sudan là nơi ra đời của những nên văn minh cổ đại như Ai Cập và Kush. Người Ai Cập qua nhiều thế kỷ đã chuyển đổi ngôn ngữ của họ từ tiếng Ai Cập sang tiếng Ai Cập Ả Rập hiện đại (cả hai đều thuộc hệ ngôn ngữ Á Âu), trong khi vẫn duy trì những bản sắc văn hóa lịch sử vốn đã tách biệt họ hẳn với các nhóm cư dân khác trong vùng.
Hầu hết cư dân Ai Cập là những người Hồi giáo Sunni và có một thiểu số khá quan trọng người Thiên chúa giáo Ai Cập có mối quan hệ lịch sử sâu sắc với Chính thống giáo Ethiopia. Ở vùng Nubia, kéo dài từ Ai Cập sang Sudan, phần lớn dân số nói tiếng Nubia cổ, nhưng cũng theo đạo Hồi. Phần phía bắc Sudan chủ yếu gồm cư dân Hồi giáo Ả Rập, nhưng xa hơn về phía nam thung lũng sông Nile, khu vực văn hóa phi Hồi giáo của cư dân Nilotic và Nubia bắt đầu. Sudan là đất nước lớn nhất và đa văn hóa nhất trong tất cả các quốc gia Bắc Phi.
Bắc Phi trước đây có một số lượng dân Do Thái khá lớn, rất nhiều người trong số đó di cư sang Pháp hoặc Israel khi các quốc gia Bắc Phi giành được độc lập. Một số nhỏ hơn di cư sang Canada. Trước khi nhà nước Israel hiện đại được thành lập, có khoảng 600.000-700.000 người Do Thái ở Bắc Phi, bao gồm người Sfardīm (những cư dân di cư từ Pháp, Tây Ban Nha và Bồ Đào Nha từ thời Phục hưng) cũng như người Do Thái Mizrāhîm bản xứ. Ngày nay, chỉ còn không tới 15.000 người Do Thái trong vùng, hầu hết sống ở Maroc và Tunisia.

## Lịch sử

### Thời cổ đại và La Mã
Những quốc gia đáng chú ý nhất trong thời cổ đại ở phía tây Bắc Phi là Carthage và Numidia. Người Carthage có nguồn gốc là người Phoenicia, trong khi các huyền thoại La Mã cho rằng nguồn gốc của người Carthage là nữ hoàng Dido, 1 công chúa người Phoenicia được 1 lãnh chúa ở Bắc Phi trao cho vùng đất dựa trên việc cô có thể phủ một tấm da bò rộng bao xa. Dido đã tìm được cách kéo thật mỏng tấm da bò ra để có được một vùng đất rộng lớn. Truyền thuyết cũng kể rằng cô đã bị hoàng tử thành Trojan là Aeneas từ chối. Sự kiện này được tin là nguồn gốc lịch sử của mối thù giữa Carthage và La Mã, khi sau đó Aeneas thành lập một đất nước mới tại La Mã.
Carthage là 1 cường quốc về thương mại và có lực lượng hải quân hùng mạnh, nhưng trên đất liền, họ phải dựa vào những lính đánh thuê. Người Carthage đã phát triển đế chế ở Tây Ban Nha và Sicilia. Việc xâm chiếm Sicilia đã dẫn đến cuộc Chiến tranh Punic lần thứ nhất với Đế chế La Mã. Hơn 100 năm, vùng đất của Carthage bị La Mã chinh phục, dẫn đến việc vùng Bắc Phi thuộc Carthage trở thành thuộc địa của La Mã ở châu Phi vào năm 146 TCN. Điều này dẫn đến căng thẳng và sau đó là xung đột giữa Numidia và La Mã.
Cuộc Chiến tranh Numudia đã bắt đầu sự nghiệp của Marius và Sulla và gây ra một gánh nặng lên nền cộng hòa của La Mã khi Marius yêu cầu phải có 1 lực lượng quân đội chuyên nghiệp, điều đi ngược lại với các giá trị La Mã trước đó, để có thể đánh bại thủ lĩnh quân sự đối địch đầy tài năng Jugurtha. Bắc Phi tiếp tục là một phần của đế chế La Mã và sản sinh ra những công dân nổi tiếng như Augustus xứ Hippo, cho đến khi đế chế La Mã yếu đi vào đầu thế kỷ V cho phép các bộ tộc man rợ Germanic Vandal băng qua eo biển Gibraltar và xâm chiếm vùng Bắc Phi.
Việc để mất Bắc Phi là một thất bại nặng nề, một cột mốc quan trọng dẫn đến sự sụp đổ của Đế chế Tây La Mã vì châu Phi là 1 thuộc địa quan trọng giúp La Mã duy trì sự thịnh vượng và giàu có để nuôi quân đội. Nhiệm vụ tái chiếm Bắc Phi trở nên trọng yếu với Đế chế Tây La Mã, nhưng lúc này, La Mã đã quá mệt mỏi với những cuộc tấn công của các chủng tộc rợ và mối đe dọa từ phía người Hung. Năm 468, cố gắng cuối cùng của La Mã, với sự giúp đỡ của Đế quốc Đông La Mã, để tái chiếm lại Bắc Phi bị đẩy lùi. Hoàng đế cuối cùng của La Mã bị người Ostrogoth lật đổ vào năm 475. Con đường thương mại giữa châu Âu và Bắc Phi bị cắt đứt cho đến khi những người Hồi giáo đến vùng này.

### Thời Ả Rập đến nay
Cuộc chinh phục của người Hồi giáo Ả Rập lan đến Bắc Phi vào năm 640. Năm 670, hầu hết Bắc Phi đều nằm dưới sự cai trị của người Hồi giáo. Người Berber bản xứ cũng lập nên những chính thể của mình ở những nơi như Fes, Maroc và Sijilimasa. Trong thế kỷ XI, 1 phong trào cải cách bao gồm những thành viên tự gọi là Almoravid tiến hành một cuộc thánh chiến chống lại những vương quốc phía nam ở Savanna. Phong trào này thống nhất xung quanh niềm tin vào đạo hồi và tiến dần xuống vùng hạ Sahara.
Sau thời Trung cổ, khu vực này nằm dưới sự kiểm soát của Đế quốc Ottoman, trừ Maroc. Sau thế kỷ XIX, vùng Bắc Phi trở thành thuộc địa của Pháp, Anh, Tây Ban Nha và Ý. Trong Chiến tranh thế giới thứ hai 1939-1945 khu vực này nằm trong vùng Chiến dịch Bắc Phi. Trong những thập niên 1950 và thập niên 1960, tất cả vùng Bắc Phi lần lượt giành được độc lập. Hiện vẫn còn tranh chấp ở vùng Tây Sahara giữa Maroc và phong trào Polisario Front được Algérie ủng hộ.

## Đất và biển
Những thung lũng cách biệt trong dãy núi Atlas, thung lũng và đồng bằng sông Nile cũng như vùng bờ biển Địa Trung Hải và những mảnh đất trồng trọt màu mỡ. Nhiều loại cây trồng khác nhau như các loại ngũ cốc, gạo và cây bông cũng như các cây lấy gỗ như cây tuyết tùng. Những loại cây trồng điển hình của vùng Địa Trung Hải như cây olive, chà là và các loại cam quýt cũng rất phát triển trong vùng. Thung lũng sông Nile hết sức màu mỡ và hầu hết cư dân Ai Cập sống dọc theo dòng sông.
Ở những vùng khác, công tác thủy lợi là hết sức quan trọng để trồng trọt ở những vùng ven sa mạc. Rất nhiều bộ lạc du mục Bắc Phi, chẳng hạn như người Bédoin, vẫn tiếp tục cuộc sống du mục truyền thống dọc theo vùng ven sa mạc cùng những bầy cừu, dê và lạc đà từ nơi này đến nơi khác, băng qua những biên giới giữa các quốc gia để tìm kiếm những bãi chăn mới.

## Giao thông và công nghiệp
Nền kinh tế của Algérie và Lybia đã thay đổi kể từ khi dầu và khí đốt tự nhiên được tìm thấy ở sa mạc. Ngành xuất khẩu lớn nhất của Maroc là phosphat và các sản phẩm nông nghiệp, và ở Ai Cập và Tunisia, du lịch là một trong những ngành kinh tế quan trọng nhất. Ai Cập có nhiều khu công nghiệp lớn, nhập khẩu kỹ thuật từ nước ngoài để phát triển các ngành công nghiệp điện tử và chế tạo, đồng thời nổi tiếng là một nhà xuất khẩu bông vải chất lượng cao.
Những giếng dầu nằm rải rác ở các vùng sa mạc thuộc Libya và Algérie. Dầu mỏ của Libya đặc biệt có giá vì có hàm lượng lưu huỳnh thấp, đồng nghĩa với việc gây ra ít ô nhiễm hơn so với các loại dầu mỏ thường.